# Muscle élévateur de l'anus
Le muscle élévateur de l’anus (ou muscle releveur de l’anus) en anatomie humaine est un muscle du diaphragme pelvien dont il constitue la plus grande part.
De plus, il est à l'origine de mouvements du rectum mais est aussi important dans sa statique car il forme le cap anal d'environ 80-100° (angle entre l'ampoule rectale et le canal anal facilitant la continence).

## Description

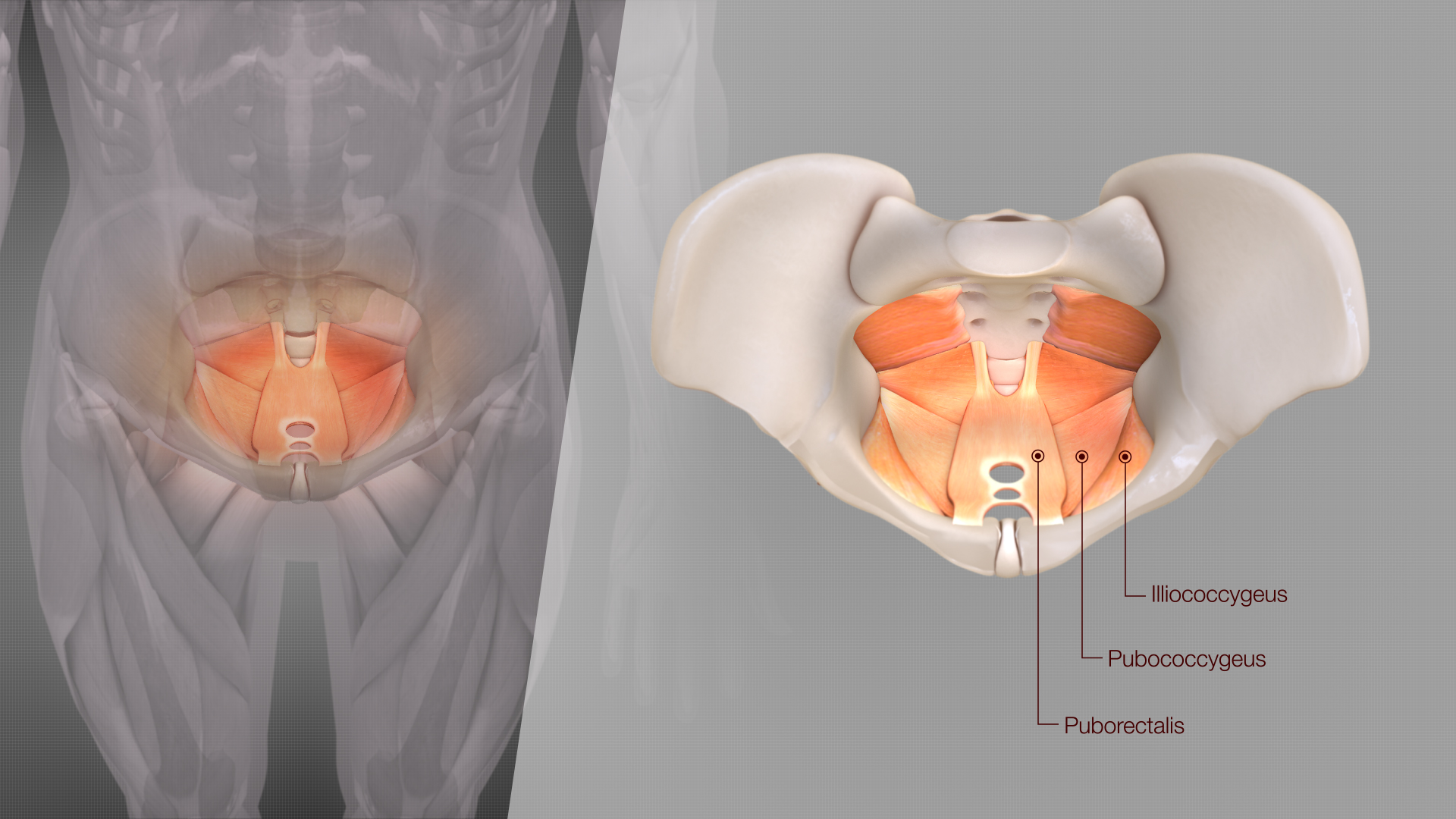
Structure du muscle élévateur de l'anus.

Le muscle élévateur de l'anus est un muscle pair, mince et aplati. L'ensemble des deux muscles forme un entonnoir, évasé vers le haut, fixé aux parois du petit bassin.
Il est constitué de plusieurs faisceaux qui s'organisent en deux plans .
Un plan latéral ou superficiel qui se fixe sur la branche inférieure du pubis, l'arcade tendineuse du fascia pelvien et l'épine ischiatique. Ce plan se rejoint à l'arrière du rectum au niveau du corps anococcygien.
Un plan médial ou profond correspondant au muscle pubo-rectal qui se fixe sur les branches supérieure et inférieure du pubis et qui se dirige en avant du rectum en croisant la face latérale de la prostate ou du vagin.
Les deux faisceaux principaux sont le muscle pubo-coccygien et le muscle ilio-coccygien.

### Muscle pubo-coccygien
Le muscle pubo-coccygien nait de la face postérieure du corps du pubis.
Il se dirige vers l'arrière et donne deux faisceaux le muscle pubo-vaginal chez la femme ou muscle élévateur de la prostate chez l'homme et le muscle pubo-rectal  plus en profondeur.
Il forme les limites latérale des hiatus uro-génital et anorectal.

#### Muscle pubo-vaginal
Le muscle pubo-vaginal passe latéralement au vagin pour former une sangle en arrière de celui-ci en rejoignant son homologue contre-latéral.

#### Muscle élévateur de la prostate
Le muscle élévateur de la prostate ou muscle pubo-prostatique se termine sur la face latérale de la prostate.

#### Muscle pubo-rectal
Se poursuit jusqu'à la face latérale du rectum où se divise en 
- un faisceau qui se termine sur la face latérale du rectum ,
- un faisceau qui forme une sangle derrière le rectum et qui se termine sur sa face postérieure au niveau de la jonction entre le rectum et le canal anal et sur le corps anococcygien.

Des fibres inférieures superficielles du muscle pubo-coccygien se poursuivent dans la paroi du canal anal formant le muscle pubo-anal.

### Muscle ilio-coccygien
Le muscle ilio-coccygien forme la partie postérieure du muscle élévateur de l'anus.
Il nait de l'arcade tendineuse du muscle élévateur de l'anus formé par l'épaississement du fascia obturateur à sa jonction avec le fascia pelvien.
Les fibres musculaires ont une orientation médiane dorsale et caudale. Elles descendent en convergeant vers le rectum et le coccyx.
Il se termine sur le bord latéral du coccyx et forme avec le muscle controlatéral le raphé du diaphragme pelvien.

## Origine embryologique
Les éléments du muscle élévateur de l’anus ont une origine embryologique différente : 
- le muscle pubo-rectal dérive des ilots cellulaires mésenchymateux de l’éperon périnéal de l’embryon (tout comme les sphincters du pelvis) ;
- les muscles pubo-coccygien et ilio-coccygien dérivent des muscles des parois donc du mésoderme paraxial.

## Innervation
Les muscles élévateurs de l’anus sont innervés par : le nerf du muscle élévateur de l’anus issu de la 3e racine sacrée et le nerf rectal inférieur issu du nerf pudendal (pour le faisceau du muscle pubo-vaginal).